# Spirulina (género)
Spirulina es un género de cianobacterias del orden Chroococcales. No debe confundirse con el suplemento dietético homónimo, hecho a base de cianobacterias del género Arthrospira.[cita requerida]
Las especies del actual género Spirulina y del género morfológicamente relacionado Arthrospira estuvieron clasificadas en el pasado en un único género que reunía a las especies formadoras de tricomas helicoidales, llamado «Spirulina». Posteriormente, en 1989, se reconoció oficialmente la separación entre ambos géneros en el Manual de Bacteriología Sistemática de Bergey. Los principales aspectos que diferencian el género Spirulina del género Arthrospira son el tipo de hélice que presentan los tricomas, la ausencia de septos celulares visibles al microscopio óptico y el patrón que presentan los poros de la pared celular. Además, las especies del género Spirulina son de menor tamaño que las del género Arthrospira. Por último, Spirulina no contiene ácido γ-linoleico y Arthrospira sí.
Arthrospira maxima y spirulina platensis son dos especies utilizadas como suplemento dietético por sus múltiples aplicaciones beneficiosas para la salud. Hasta 1989, estas especies habían pertenecido al género Spirulina y, por tanto, sus nombres científicos eran respectivamente Spirulina maxima y Spirulina platensis, y ambas eran conocidas comúnmente como «spirulina». Al reconocerse la escisión del género Spirulina, estas especies fueron clasificadas definitivamente en el nuevo género Arthrospira y, consecuentemente, sus nombres científicos fueron modificados a los actuales Arthrospira maxima y Arthrospira platensis pero, paradójicamente, sigue empleándose el término «spirulina» o el españolizado «espirulina» como nombre común por razones históricas, lo que crea bastante confusión. Actualmente, ninguna especie perteneciente al género Spirulina es comestible.
El género Spirulina presenta filamentos simples sin vainas, constituyendo una hélice cerrada y ceñida, tocándose una espira con otra o con pequeños espacios entre ellas. El tricoma de Spirulina sp está constituido por células cilíndricas, es uniseriado, de 0,5 a 5 μm de diámetro, y no presenta constricciones a nivel de los septos, los cuales son invisibles al microscopio óptico.

## Especies
Spirulina sp ]
- Spirulina adriatica
- Spirulina aeruginea
- Spirulina agilis
- Spirulina albida
- Spirulina allansonii
- Spirulina attenuata
- Spirulina baltica spp
- Spirulina bayannurensis
- Spirulina breviarticulata
- Spirulina cabrerae
- Spirulina caldaria
- Spirulina caldaria var. magnifica
- Spirulina cavanillesiana
- Spirulina conica
- Spirulina corakiana
- Spirulina erdosensis
- Spirulina flavovirens
- Spirulina gessneri
- Spirulina gomontii
- Spirulina gordiana
- Spirulina gracilis
- Spirulina innatans
- Spirulina labyrinthiformis
- Spirulina laxa
- Spirulina laxissima
- Spirulina legitima
- Spirulina magnifica
- Spirulina máxima
- Spirulina major
- Spirulina mariae
- Spirulina mediterranea
- Spirulina meneghiniana
- Spirulina minima
- Spirulina mukdensis
- Spirulina nodosa
- Spirulina nordstedtii
- Spirulina princeps
- Spirulina regis
- Spirulina robusta
- Spirulina rosea
- Spirulina schroederi
- Spirulina sigmoidea
- Spirulina socialis
- Spirulina spirulinoides
- Spirulina stagnicola
- Spirulina subsalsa
- Spirulina subsalsa var. oceanica
- Spirulina subtilissima
- Spirulina subtilissima var. brevis
- Spirulina tenerrima
- Spirulina tenuior
- Spirulina tenuissima
- Spirulina tenuissima f. chilensis
- Spirulina tenuissima var. crassior
- Spirulina thermalis
- Spirulina undulans
- Spirulina versicolor
- Spirulina versicolor var. laxa
- Spirulina weissii